# La Bête humaine (film)
Pour le roman d'Émile Zola, voir La Bête humaine.
Pour l'épisode de série télévisée, voir L'bêt'humaine.
Pour plus de détails, voir Fiche technique et Distribution.
La Bête humaine est un film français réalisé par Jean Renoir, sorti en 1938, adaptation du roman homonyme d'Émile Zola.

## Résumé
Jacques Lantier est victime de pulsions meurtrières envers les femmes pour lesquelles il éprouve du désir, qu'il contient en compagnie de sa locomotive à vapeur, la Lison, qu'il entretient avec passion et dont il paraît amoureux,, et avec laquelle il fait la ligne Paris-Le Havre.
Lantier rencontre Séverine dont le mari, Roubaud, le sous-chef de gare du Havre, vient d’assassiner Grandmorin, le parrain de la jeune femme qui avait abusé d'elle autrefois. Séverine devient la maîtresse de Lantier et bientôt lui suggère de supprimer son encombrant mari. Mais sous l’emprise d’une crise, c'est elle que Lantier tue.
Revenu à bord de sa machine, Lantier avoue son crime à son compagnon Pecqueux et, pris d'un accès de désespoir, se suicide en se jetant du train en marche. Pecqueux arrête le train et ne peut que constater le décès de Lantier, dont le corps gît en contrebas de la voie.

## Fiche technique
- Titre : La Bête humaine
- Réalisation : Jean Renoir, assisté de Claude Renoir[3]
- Scénario : Jean Renoir, adapté du roman La Bête humaine, d'Émile Zola
- Dialogue : Jean Renoir, Denise Le Blond-Zola[4]
- Décors : Eugène Lourié
- Costumes : Laure Lourié
- Photographie : Curt Courant
- Cadrage : Claude Renoir, assisté de Jacques Natteau, Maurice Pecqueux, Guy Ferrier, Alain Renoir
- Montage : Marguerite Renoir et Suzanne de Troye
- Son : Robert Teisseire
- Musique originale : Joseph Kosma
- Scripte : Suzanne de Troye
- Production : Raymond Hakim et Robert Hakim
- Sociétés de production : MM. Hakim et Paris Film
- Pays de production :  France
- Langue originale : français
- Format : noir et blanc — 35 mm
- Genre : drame
- Durée : 100 minutes
- Dates de sortie :
  - France : 23 décembre 1938 (Paris, Cinéma Madeleine) ou 22 décembre 1938 (source Musée Jean Gabin à Mériel)
- Classification :
  - France : tous publics (visa d'exploitation no 789 délivré le 31 août 1940)

## Distribution
- Jean Gabin : Jacques Lantier, le mécanicien sur la Lison
- Simone Simon : Séverine, la femme de Roubaud
- Fernand Ledoux : Roubaud, le sous-chef de gare du Havre
- Julien Carette : Pecqueux, le chauffeur sur la Lison
- Blanchette Brunoy : Flore Misard, la cousine et amie d'enfance de Jacques
- Gérard Landry : le fils Dauvergne
- Jenny Hélia : Philomène Sauvagnat
- Colette Régis : Victoire Pecqueux, la femme de Pecqueux
- Claire Gérard : une voyageuse
- Charlotte Clasis : Phasie Misard, la tante et marraine de Lantier
- Jacques Berlioz : Grandmorin, le châtelain et parrain de Séverine
- Tony Corteggiani : Dabadie, le chef de section
- André Tavernier : Denizet, le juge d'instruction
- Jacques Roussel : le commissaire Cauche
- Marcel Pérès : un lampiste
- Jean Renoir : Cabuche, le braconnier, ancien amoureux de Séverine et ami bienveillant
- Jacques Beauvais : (non crédité)
- Jacques B. Brunius : un garçon de ferme (non crédité)
- Guy Decomble : Misard, le garde-barrière (non crédité)
- Marguerite de Morlaye : (non créditée)
- Émile Genevois : un garçon de ferme (non crédité)
- Léon Larive : le valet de chambre (non crédité)
- Maurice Marceau : un mécanicien (non crédité)
- Georges Péclet : un cheminot (non crédité)
- Georges Spanelly : Camy-Lamotte, le secrétaire de Grandmorin (non crédité)
- Marcel Veyran : le chanteur au bal (non crédité)
- Jacques Becker : (non crédité)

## Production

### Scénario
Le réalisateur Jean Renoir prend certaines libertés en adaptant le roman de Zola, puisque l'action du film se déroule à l'époque contemporaine et non sous le Second Empire.
Il y a en outre de nombreux éléments du roman qui ont été éliminés dans le film : la jalousie de Flore donc l'accident de train, la Croix-de-Maufras. L'action est nettement simplifiée par rapport à l'imposant roman de Zola. Enfin, la fin du film est différente de celle du livre : dans le livre de Zola, Pecqueux et Jacques se battent sur la plateforme du train en marche et finissent tous les deux par mourir déchiquetés sous les roues du train.

### Choix des interprètes
Marcel Veyran, outre ce film, est apparu en 1933 dans un court métrage d'André Pellenc, Quand on a sa voiture, et en 1937 dans un film de Victor Tourjanski, Le Mensonge de Nina Petrovna.
Il semble que ce soit le seul film dans lequel joue André Tavernier.
Le mécanicien qui double Jean Gabin sur la Lison est Louis Laffaiteur.

### Tournage
Le film est tourné en 1938, peu de temps après la création de la SNCF. Les locomotives ne portent pas encore les nouvelles immatriculations et les voitures de voyageurs affichent encore le sigle « ÉTAT » sur leurs flancs. Cependant, dans l'un des plans du film, on peut déjà voir une voiture estampillée SNCF.
Bien que sorti en 1938, l'action se passe en 1939. En effet, l'affiche du bal indique Samedi 30 décembre et mentionne la Symphonie S.N.C.F. Et 1939 est la première date postérieure à la création de la SNCF pour laquelle le 30 décembre tombe un samedi.
Le film entier se passe dans l'univers des chemins de fer. Il s'ouvre sur une séquence impressionnante de « l'enfer » dans le poste de conduite d'une locomotive à vapeur du type Pacific 231. Les 3-231 G 592 et 3-231 F 632 ont été utilisées pour le film. Pour l'occasion, la SNCF a accordé de gros moyens à l'équipe de tournage, apprenant même à Jean Gabin à conduire un train.
Le film a été tourné la même année que Le Quai des brumes.

### Erreur de film
À 59 min, l’ombre du micro se déplace en haut à gauche de l’écran, au-dessus du ciré de Jacques Lantier accroché au porte-manteau.

## Sortie et accueil
Après la Libération de Paris, le film ressort dans quelques salles, totalisant : 
- 3 456 entrées au Saint-Lazare Pasquier, où il est distribué à partir du 20 décembre 1944[7],
- 5 131 entrées au Province, où il est diffusé à partir du 31 janvier 1945[8]
- 5 547 entrées à l'Impérator où il est diffusé à partir du 30 mai 1945[9]
- 5 781 entrées au Zola, où il est diffusé à partir du 1er août 1945[10].

Entre 2013 et 2022, le long-métrage totalise 9 214 entrées grâce aux nombreuses reprises.

## Filmographie autour du film

### Remakes
- Le réalisateur Fritz Lang a réalisé un remake de La Bête humaine en 1954, sous le titre de Désirs humains, avec Glenn Ford et Gloria Grahame.

### Films des années 1930 sur le train
- L'Animal d'acier de Willy Zielke

## Dans la culture populaire
- Dans une des répliques de la pièce de théâtre La Cage aux folles, le personnage de Georges (Jean Poiret) cherche à viriliser son compagnon Alban (Michel Serrault) en lui disant « Imagine Gabin descendant de sa locomotive ! ».
- On entend un extrait du film dans le titre Nantes de Beirut.